# Alvin Mendoza
Raúl Alvin Mendoza Argüello (ur. 27 lipca 1984 w mieście Meksyk) – meksykański piłkarz występujący na pozycji lewego pomocnika.

## Kariera klubowa
Mendoza pochodzi ze stołecznego miasta Meksyk i jest wychowankiem akademii juniorskiej tamtejszego zespołu Club América. Jeszcze zanim został włączony do seniorskiej drużyny, udał się na wypożyczenie do drugoligowej filii klubu, Tigrillos Coapa, gdzie spędził rok, po czym na sześć miesięcy, również na zasadzie wypożyczenia, zasilił innego drugoligowca, ekipę San Luis FC z siedzibą w San Luis Potosí. Tam, pełniąc rolę kluczowego zawodnika, w jesiennym sezonie Apertura 2004 wygrał rozgrywki drugiej ligi. Po powrocie do swojego macierzystego zespołu zadebiutował w meksykańskiej Primera División za kadencji szkoleniowca Mario Carrillo, 6 kwietnia 2005 w zremisowanym 1:1 meczu z Atlante. Już w swoim premierowym sezonie, Clausura 2005, wywalczył z Américą pierwszy i zarazem jedyny w swojej karierze tytuł mistrza Meksyku, będąc jednak wówczas głębokim rezerwowym zespołu. W tym samym roku zdobył również superpuchar Meksyku – Campeón de Campeones, zaś w 2006 roku triumfował ze swoją ekipą w najbardziej prestiżowych rozgrywkach północnoamerykańskiego kontynentu – Pucharze Mistrzów CONCACAF.
W grudniu 2006 Mendoza wraz z Américą wziął udział w Klubowych Mistrzostwach Świata, zajmując w nich ostatecznie czwarte miejsce, natomiast w styczniu 2007 zajął drugą pozycję w kwalifikacjach do Copa Libertadores – InterLidze. Premierowego i jedynego gola w najwyższej klasie rozgrywkowej strzelił 15 kwietnia 2007 w wygranej 2:1 konfrontacji z Tecos UAG i w tym samym sezonie, Clausura 2007, zanotował ze swoim zespołem wicemistrzostwo Meksyku. Były to zarazem jedyne rozgrywki, w których pełnił funkcję podstawowego piłkarza Amériki; kilka miesięcy później został ponownie relegowany do roli rezerwowego i jeszcze w tym samym roku dotarł z drużyną prowadzoną przez Daniela Brailovsky'ego do finału rozgrywek Copa Sudamericana. Na początku 2009 roku został wypożyczony do drugoligowego Tiburones Rojos de Veracruz, gdzie spędził sześć miesięcy jako głęboki rezerwowy bez większych sukcesów.
Wiosną 2010 Mendoza powrócił do najwyższej klasy rozgrywkowej, udając się na wypożyczenie do zespołu Querétaro FC. Tam z kolei grał przez półtora roku, z czego pierwsze dwanaście miesięcy jako podstawowy zawodnik, nie odnosząc żadnych sukcesów. W styczniu 2012 jako wolny zawodnik przeniósł się do drugoligowego klubu Altamira FC, którego barwy reprezentował przez następne pół roku, nie potrafiąc wywalczyć sobie miejsca w wyjściowej jedenastce. Na początku 2014 roku, po półtora roku bezrobocia, wyjechał do Gwatemali, podpisując kontrakt z tamtejszą drużyną Deportivo Coatepeque. W Liga Nacional de Guatemala zadebiutował 26 stycznia 2014 w przegranym 1:2 spotkaniu z Iztapą.
| Sezon     | Klub                        | Kraj      | Rozgrywki                  | Mecze | Bramki |
| --------- | --------------------------- | --------- | -------------------------- | ----- | ------ |
| 2003/2004 | Tigrillos Coapa             | Meksyk    | Ascenso MX                 | 19    | 0      |
| 2004/2005 | San Luis FC                 | Meksyk    | Ascenso MX                 | 18    | 0      |
| 2004/2005 | Club América                | Meksyk    | Liga MX                    | 5     | 0      |
| 2005/2006 | Club América                | Meksyk    | Liga MX                    | 13    | 0      |
| 2006/2007 | Club América                | Meksyk    | Liga MX                    | 31    | 1      |
| 2007/2008 | Club América                | Meksyk    | Liga MX                    | 2     | 0      |
| 2008/2009 | Club América                | Meksyk    | Liga MX                    | 0     | 0      |
| 2008/2009 | Tiburones Rojos de Veracruz | Meksyk    | Ascenso MX                 | 2     | 0      |
| 2009/2010 | Querétaro FC                | Meksyk    | Liga MX                    | 13    | 0      |
| 2010/2011 | Querétaro FC                | Meksyk    | Liga MX                    | 18    | 0      |
| 2011/2012 | Altamira FC                 | Meksyk    | Ascenso MX                 | 6     | 0      |
| 2013/2014 | Deportivo Coatepeque        | Gwatemala | Liga Nacional de Guatemala |       |        |

## Kariera reprezentacyjna
W 2002 roku Mendoza został powołany przez szkoleniowca Eduardo Rergisa do reprezentacji Meksyku U-20 na Młodzieżowe Mistrzostwa Ameryki Północnej. Tam regularnie pojawiał się na boiskach, a jego kadra zajęła ostatecznie drugie miejsce w grupie, kwalifikując się na rozgrywane rok później Mistrzostwa Świata U-20 w Zjednoczonych Emiratach Arabskich. Na młodzieżowym mundialu również był jednym z podstawowych graczy swojej drużyny narodowej, rozgrywając w jej barwach wszystkie trzy mecze, w których ani razu nie wpisał się na listę strzelców. Młodzi Meksykanie odpadli natomiast ze światowego czempionatu już w fazie grupowej, notując remis i dwie porażki.